# Тагиева, Хуру Самед кызы
Хуру Самед кызы Тагиева (азерб. Hürü Səməd qızı Tağıyeva; 5 июля 1925, Гахмугал — 23 марта 1988) — советский азербайджанский табаковод. Герой Социалистического Труда (1978). Мать-героиня (1966). Мастер табака Азербайджанской ССР (1972).

## Биография
Родилась 5 июля 1927 года в селе Ках-Мугал Закатальского уезда Азербайджанской ССР (ныне село в Кахском районе).
С 1945 года — колхозница колхоза Гелебе Гахского района.
Хуру Тагиева показала себя на работе опытным табаководом, требовательным к себе и умелым рабочим. Тагиева, заинтересовавшись табаководством, мастерски овладела практикой посадки, выращивания, сборки и сушки табака, изучила все секреты этого ремесла. С успехом применяла полученные знания на работе. Делилась своим опытом с молодыми табаководами. 
По итогам девятой пятилетки за 5 лет Хуру Тагиева получила 21 тонну сухого табачного листа, выполнив два пятилетних плана. Еще более высоких результатов табаковод достигла в годы десятой пятилетки. За первые два года десятой пятилетки Тагиева получила 9 тонн табака, вместо плановых 4,5 тонн, выполнив план четырех лет пятилетки. 
В 1977 году, Тагиева, активно участвуя в социалистическом соревновании, получила 4 тонны 600 килограмм табака с табачной плантации площадью 0,65 гектаров. Из 4,6 тонн табака 3,7 тонны отмечены на пункте приема табака, как высококачественные. 
В 1978 году Тагиева стала инициатором соревнования в республике за получение 5 тысяч килограмм табака.
Указом Президиума Верховного Совета СССР от 23 февраля 1978 года за выдающиеся успехи, достигнутые во Всесоюзном социалистическом соревновании, проявленную трудовую доблесть в выполнении планов и социалистических обязательств производства и продажи государству продуктов земледелия в 1977 году Тагиевой Хуру Самед кызы присвоено звание Героя Социалистического Труда с вручением ордена Ленина и золотой медали «Серп и Молот».
Член КПСС с 1945 года.
Активно участвовала в общественной жизни Азербайджанской ССР. 

## Награды
- Золотая медаль «Серп и Молот» (23.02.1978);
- орден Ленина (25.09.1950).
- орден Октябрьской Революции (08.04.1971).
- Медаль «В ознаменование 100-летия со дня рождения Владимира Ильича Ленина»
- Медаль «За доблестный труд в Великой Отечественной войне 1941—1945 гг.»
- и другими

## Память
- Именем Тагиевой названа улица в городе Гах.